# Propan
Propan ist ein farbloses, brennbares Gas und gehört zu den Kohlenwasserstoffen. Es steht in der homologen Reihe der Alkane an dritter Stelle.

## Eigenschaften
Propan ist ein farbloses Gas, hat einen Schmelzpunkt von −187,7 °C und einen Siedepunkt von −42,1 °C. Die kritische Temperatur liegt bei 96,8 °C, der kritische Druck bei 4,2 MPa und die kritische Dichte bei 0,22 g/cm3.
Der Dampfdruck bzw. Sättigungsdampfdruck von Propan in Abhängigkeit der Temperatur {\displaystyle \vartheta } lässt sich mit hinreichender Genauigkeit ({\displaystyle |\Delta p/p|} < 4 % im Bereich −50 °C bis 96 °C) nach folgender Gleichung berechnen:
{\displaystyle p_{\mathrm {Propan} }(\vartheta )=1\,\mathrm {bar} \cdot \exp \left(9{,}8749-{\frac {2272{,}65\,^{\circ }{\text{C}}}{\vartheta +273{,}15\,^{\circ }{\text{C}}}}\right)}.
Propan kristallisiert in der Raumgruppe P21/n (Raumgruppen-Nr. 14, Stellung 2). Dabei ist die Packung der Moleküle ziemlich schlecht, die Raumfüllung beträgt bei 90 K nur 58,55 %. Dies ist der Grund dafür, dass der Schmelzpunkt tiefer liegt als bei allen anderen Alkanen.
Durch Kompression kann Propan verflüssigt werden. Es löst sich nur wenig in Wasser: bei 20 °C zu 75 mg·l−1.
Propan ist für sich gesehen nicht giftig. Wird jedoch die Atemluft eines Menschen durch Propan (teilweise) ersetzt, so kann es durch die Verdrängung des Sauerstoffes zu einer Sauerstoffunterversorgung bis hin zum Ersticken kommen. Da Propan schwerer als Luft ist, sammelt sich Propan in Vertiefungen wie Höhlen oder Kellern an, wodurch beim Betreten eines solchen Bereiches die Wahrscheinlichkeit für eine Sauerstoffunterversorgung erhöht ist.
Propan ist hochentzündlich und bildet zwischen einem Volumenanteil von 2,12 % bis 9,35 % in Luft explosionsfähige Gemische. Mit einer Mindestzündenergie von 0,25 mJ sind Gas-Luft-Gemische extrem zündfähig. Seine Zündtemperatur liegt bei 470 °C (nach DIN 51794). Der Heizwert beträgt 93 MJ·m−3 oder 46,35 MJ/kg (12,88 kWh/kg).

## Herstellung
Propan ist ein natürlich vorkommendes Gas. Es entsteht zusammen mit anderen Kohlenwasserstoffen wie Erdöl und Butan durch die Zersetzung und Reaktion organischer Stoffe innerhalb langer Zeiträume. Propan wird aus Erdölfeldern freigesetzt, indem es von anderen Kohlenwasserstoffen getrennt und für den kommerziellen Gebrauch raffiniert wird.
Die Propanherstellung geschieht durch Trennung und Sammlung des Gases aus seinen Erdölquellen. Propan wird durch Abtrennung von der Erdgasphase von Erdöl und durch Raffination von Rohöl aus petrochemischen Gemischen isoliert.
Beide Prozesse beginnen, wenn unterirdische Ölfelder durch Bohren von Ölquellen erschlossen werden. Das Kohlenwasserstoffgemisch wird aus dem Bohrloch in eine Gasfalle geleitet, die den Strom in Rohöl und Gas trennt, das Erdbenzin, Flüssiggase und Erdgas enthält. Das Gemisch von Flüssiggasen kann als Gemisch verwendet oder weiter in seine drei Teile Butan, Isobutan und Propan getrennt werden.
Industriell wird Propan bei der Förderung von Erdgas als Nebenprodukt gewonnen und in einer Erdölraffinerie beim Cracken von Erdöl hergestellt.
Im Labor kann Propan durch eine Addition von Wasserstoff an Propen synthetisiert werden:
Damit die Additionsreaktion ablaufen kann, werden z. B. Platin- oder Palladiumkatalysatoren verwendet.

## Verwendung

### Energiequelle

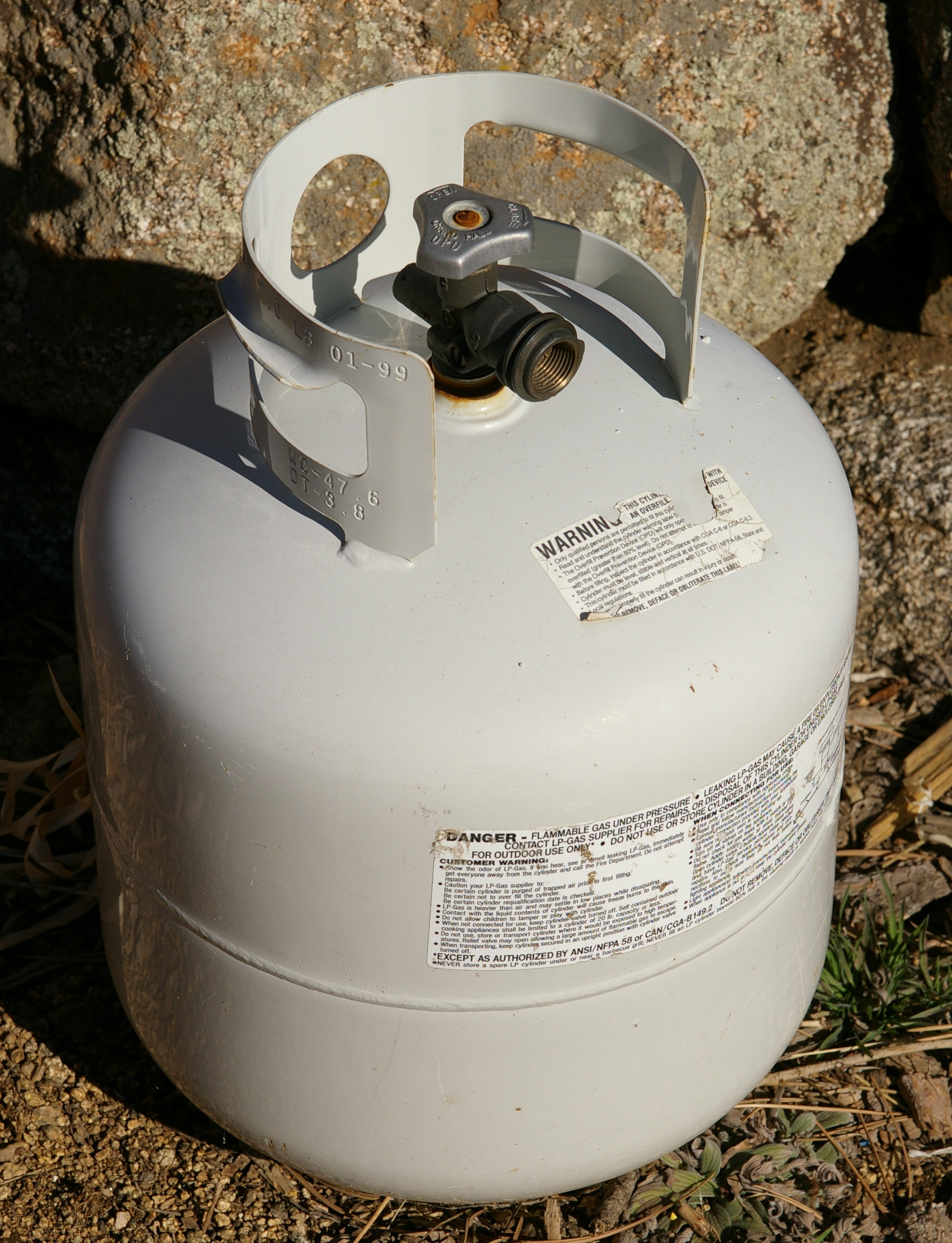
Propangasflasche US-amerikanischer Bauart (tiefgezogenes Stahlblech, äquatorial verschweißt) für etwa 10 kg netto

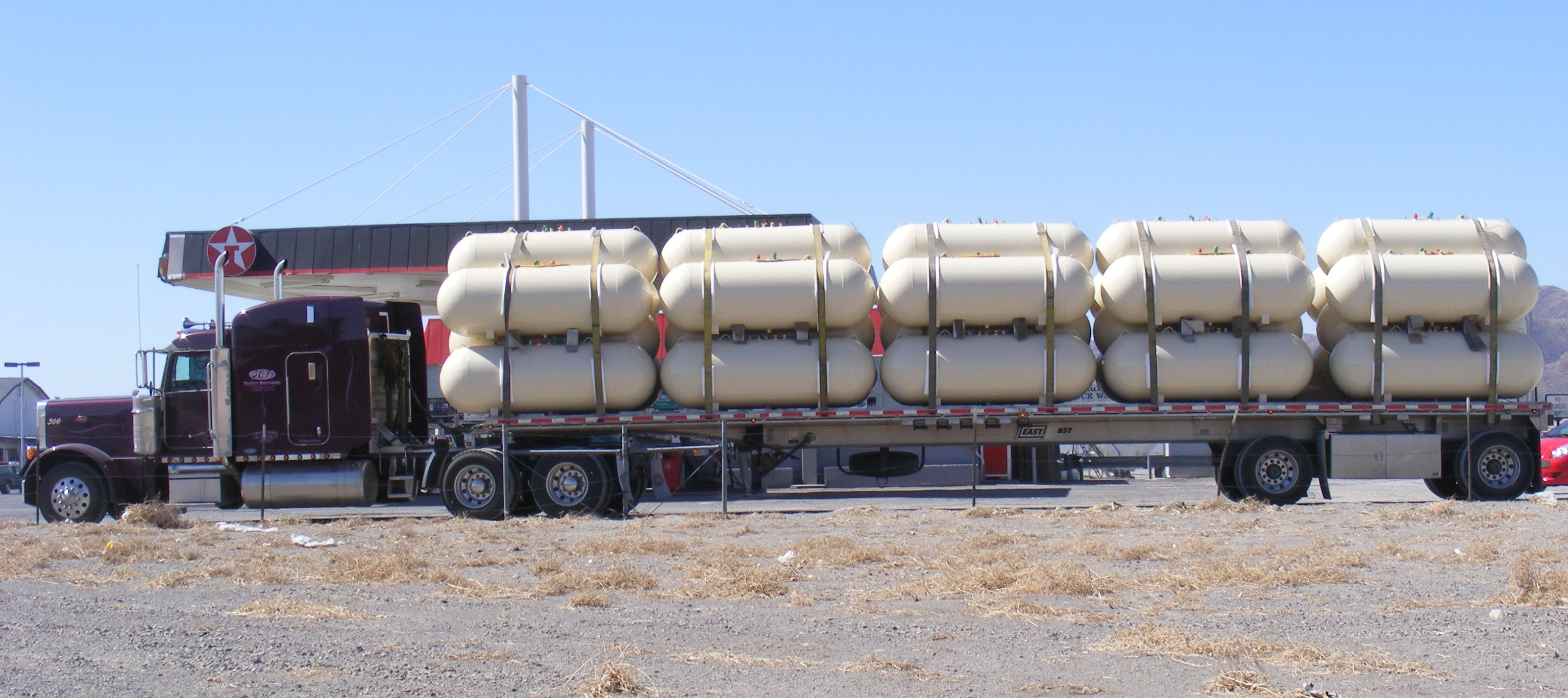
Transport von Propantanks für Einzelhäuser

Der Verbrauch nimmt in Gebieten ohne Erdgasnetz rasant zu. Propan hat viele ältere traditionelle Energiequellen ersetzt.
Propan wird als Flüssiggas gespeichert und sehr vielseitig eingesetzt, z. B. als Autogas (LPG) zum Betrieb von Verbrennungsmotoren, in der Feuerung von Heißluftballonen, in Gasherden, Gasgrills, Gas-Rechauds, Gasboilern und für Feuerzeuge, Löt- und Schweißgeräte etc. Meist wird es je nach Jahreszeit mit Butan gemischt.
Zu den Industrien, die Propan verwenden, gehören Glashersteller, Ziegeleien, Geflügelfarmen etc. In ländlichen Gebieten wird es zur Beheizung von Viehbeständen, in Getreidetrocknern und anderen wärmeerzeugenden Geräten verwendet. Wenn es zum Erhitzen oder Trocknen von Getreide verwendet wird, wird es normalerweise in einem großen, fest installierten Gastank aufbewahrt, der von einem Propan-Lieferwagen nachgefüllt wird.

### Kältemittel
Als Kältemittel hat es die Bezeichnung R-290 und wird in Kühlgeräten und Wärmepumpen eingesetzt. In Australien wurde Propan bis 2010 schon in über 1.000.000 Auto-Klimaanlagen eingesetzt. Propan hat ein niedriges Treibhauspotenzial (ca. ein Fünfzigstel der gleichen Menge Kohlenstoffdioxid), kein Ozonabbaupotential und kann als Ersatz für R-12, R-22, R-134a und andere Fluorchlorkohlenwasserstoffe dienen. Alte Anlagen dürfen aber nicht einfach mit Propan gefüllt werden, da es brennbar ist. Für Propananlagen sind eigene Sicherheitsvorschriften zu erfüllen.

### Sonstiges
Propan ist möglicher Bestandteil des Treibgases in Sprühdosen als Lebensmittelzusatzstoff E 944 und Softairwaffen. Großtechnisch wird es zur Herstellung von Ethen und Propen verwendet.

## Lagerung

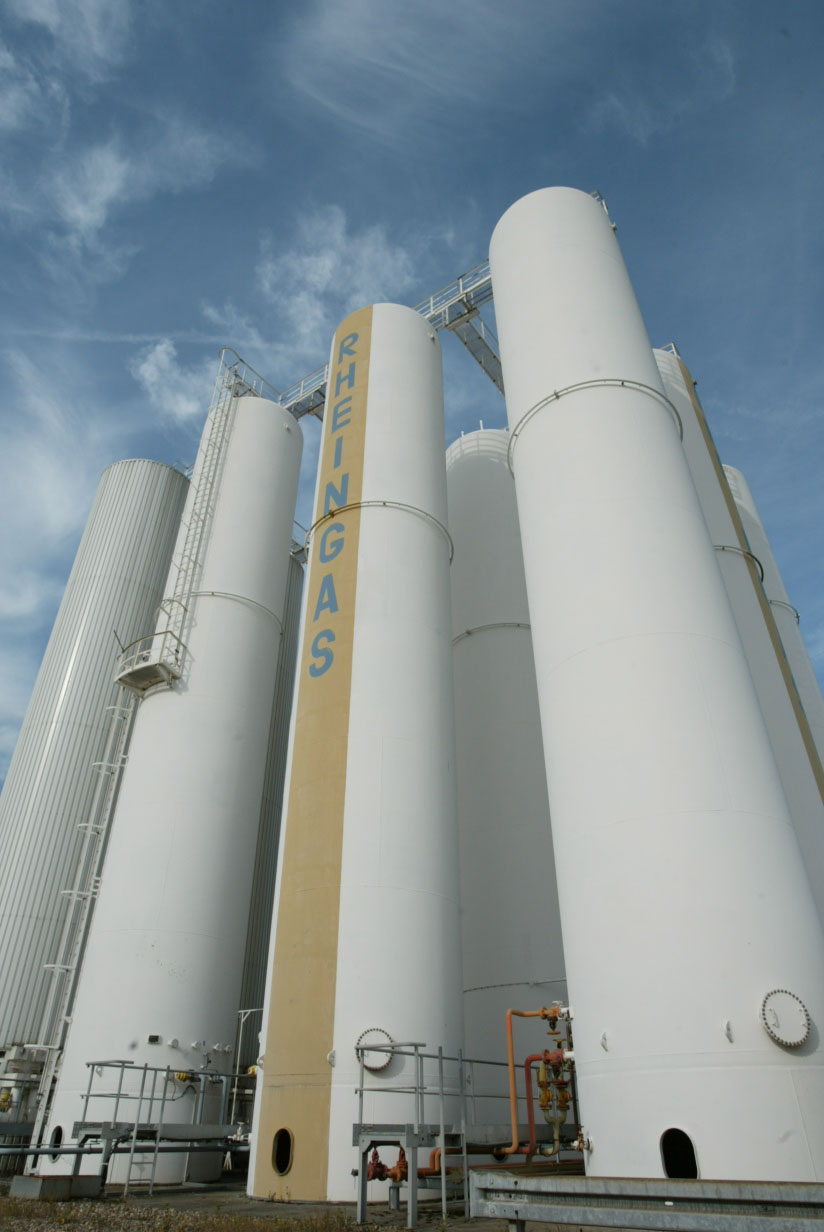
Gasbehälter zur Speicherung von Propan

Propan wird unter Druck verflüssigt in Gasflaschen oder Tanks aus Metall oder Verbundwerkstoffen gelagert. Der Flascheninnendruck wird ausschließlich durch den Dampfdruck der Verbindung bestimmt und ist nur abhängig von der Umgebungstemperatur. Er ist folglich nicht vom Füllgrad der Druckgasflasche bestimmt und beträgt zum Beispiel 4,7 bar bei 0 °C, 8,4 bar bei 20 °C und 17,1 bar bei 50 °C. Der Innendruck sinkt (wie bei allen unter Druck gelagerten Flüssiggasen) erst dann, wenn alles flüssige Propan verdampft ist.
Weiterhin wird es auch in unterirdischen Kavernen gelagert. Das Einlagern geschieht vorzugsweise in den verbrauchsarmen Monaten, um Verbrauchsspitzen im Winter abdecken zu können.

## Reaktionen
Propan verbrennt mit ausreichend viel Sauerstoff zu Kohlenstoffdioxid und Wasser:
{\displaystyle \mathrm {C_{3}H_{8}+5\ O_{2}\longrightarrow 3\ CO_{2}+4\ H_{2}O} }
Wenn nicht genügend Sauerstoff für eine vollständige Verbrennung vorhanden ist, tritt eine unvollständige Verbrennung auf. Neben Kohlenstoffdioxid, Wasser und Wärme entsteht dann aber auch Kohlenstoffmonoxid.
{\displaystyle \mathrm {2\ C_{3}H_{8}+9\ O_{2}\longrightarrow 4\ CO_{2}+2\ CO+8\ H_{2}O} }